# 비마이너
비마이너(BeMinor)는 장애인 관련 인터넷 신문이다. '진보적 장애인 언론'을 표방하며 2010년 1월 15일 창간되었다. 제1대 발행인은 불법시위로 논란을 일으킨 전국장애인차별철폐연대의 대표 박경석이다.

## 수상 이력
- 제8회 미디어공공성포럼 언론상 수상[4]
- 2015년 한국장애인인권상 인권매체상[5]